# Unió de Demòcrates i Progressistes Independents
La Unió de Demòcrates i Progressistes Independents (Francès: Union des Démocrates et Progressistes Indépendants) és un partit polític de Burkina Faso (antic Alt Volta). A les últimes eleccions legislatives, 5 de maig del 2002, el partit va guanyar el 0,4% del vot popular i 1 dels 111 escons.